# Christoph Willibald Gluck
Christoph Willibald Gluck (Berching, 1714. július 2. – Bécs, 1787. november 15.) német zeneszerző.

## Élete
A bajorországi Berchingben hatgyermekes családban született, amely Csehországba költözött 1717-ben. Apja főerdészként dolgozott Philipp Hyazinth von Lobkowitz herceg szolgálatában. Első zenei tanulmányait is Csehországban végezte. 
„Atyám főerdész volt Csehországban, és engem is annak nevelt. Akkortájt a zene volt a legnépszerűbb őrület. Sajnos, e művészetbe én is beleszerettem, nagyon gyorsan fejlődtem és számos hangszeren tudtam játszani. Az egész lényemet a zene iránti szenvedély fűtötte és lemondtam az erdészeti karrierről.” – írja Gluck visszaemlékezésében.
Szülőföldjét 1731-ben hagyta el, mert apja nem támogatta zenei ambícióit. Prágába költözött, és beiratkozott az egyetemre (matematikát és logikát tanult, de tanulmányait nem fejezte be), miközben megpróbált zenészként boldogulni. 1735 végén, Bécsbe kerülése után figyelt rá fel Melzi lombard herceg, akivel Milánóba utazott, majd Sammartininél folytatta zenei tanulmányait. Első operájával, a Pietro Metastasio szövegkönyvére írt Artasersével Milánóban debütált, 1741. december 26-án, a karneváli szezon nyitóakkordjaként. Ezután több operáját mutatták be Itáliában, jellemzően Metastasio librettóira: Demetrio (Velence, 1742), Demofoonte (Milánó, 1743), Tigrane (Crema, 1743), Sofonisba (Milánó, 1744), Ipermestra (Velence, 1744), Poro (Torino, 1744), Ippolito (Milánó, 1745), Antigono (Róma, 1756), amiért februárban XIV. Benedek pápa kitüntette Gluckot az Aranysarkantyú-renddel, aki ettől kezdve a „Ritter von Gluck” vagy „Chevalier de Gluck” címet használta is.
1745-ben elfogadta a King’s Theatre meghívását, és Londonba ment, ahol két operáját mutatták be (La caduta de’giganti és Artamene). Ugyanitt ismerkedett meg Händellel. Drezdában is sikert aratott, 1747-ben. Egy évre rá karmesternek szerződött a hamburgi Mingotti társulathoz. Velük mutatta be Koppenhágában La contesa de Numi című színpadi szerenádját. Locatelli társulata, melynek egy ideig Gluck is tagja volt, 1750–52-ben Prágában két operáját (Ezio, Issipile) játszotta.

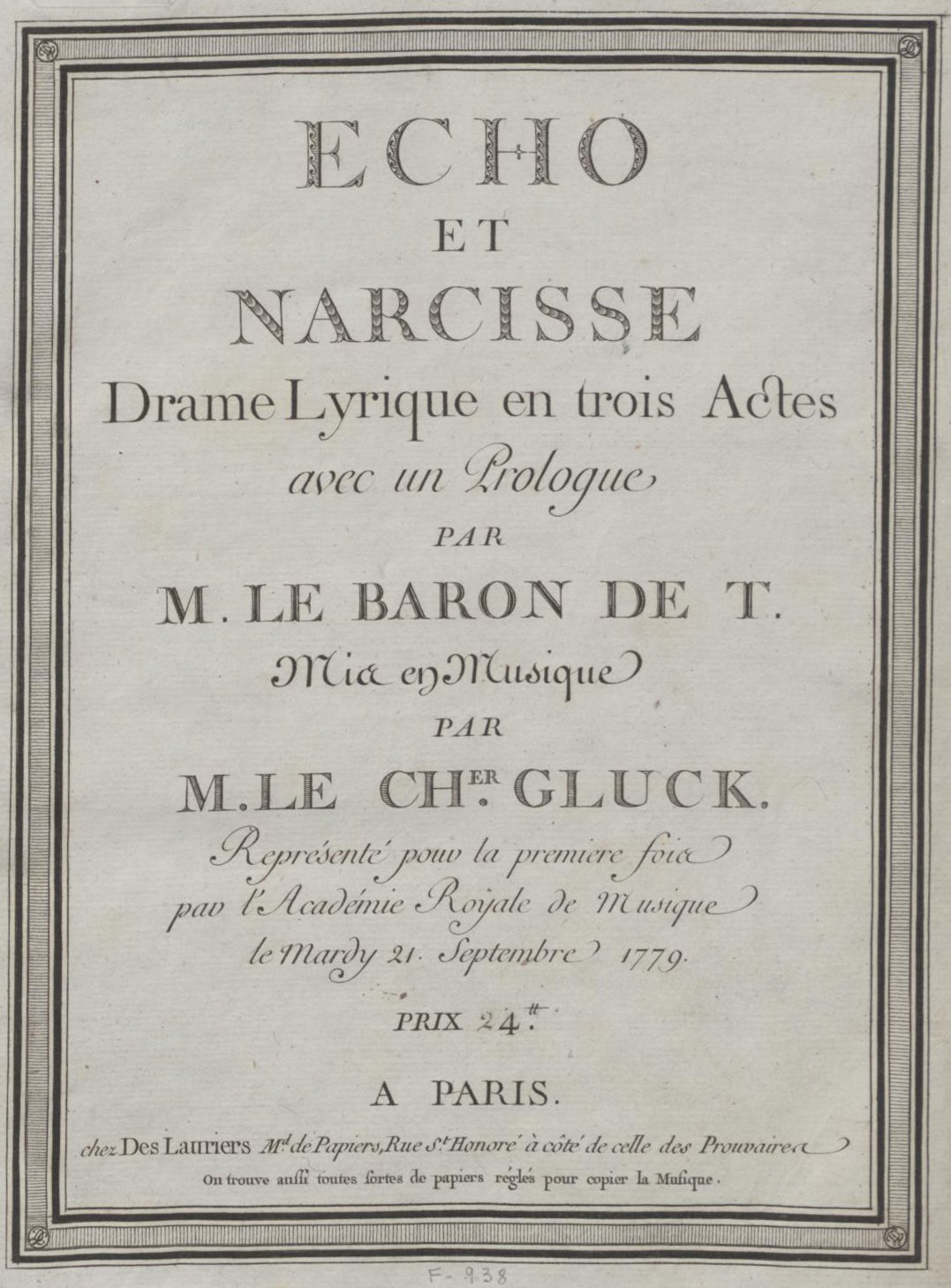
Echo et Narcisse

1752-ben Bécsben telepedett le. Sachsen-Hildburghausen herceggel és zeneakadémiájával szoros kapcsolatban állt. 1774-ben kinevezték Mária Terézia császári és királyi udvara zeneszerzőjévé. Bécsben főként olasz operákat, vaudeville-komédiákat és opéra-comique-okat komponált. Meglehetősen újszerűek voltak táncdrámái, amelyeket közösen alkotott a koreográfus Gasparo Angiolinivel és a költő Ranieri de’ Calzabigivel.
Első reformoperáját, az Orfeo ed Euridicét 1762-ben mutatta be, ennek szövegkönyvét Calzabigi írta. Őtőle származik az Alceste (tragedia messa in musica, Bécs, 1767) és a Párisz és Heléna (1770) librettója is. Összefoglalta reformelképzeléseit a két opera előszavában, mely szerint a zeneszerző a drámai gondolatot szolgálja, a lelkiállapotot tükröző zenekari kíséretes dallamos recitativóval váltsa fel a secco recitativókat, és szerepeltessen kórusokat, amelyek az antik dráma szellemét idézik.
A reformoperák mellett továbbra is komponált hagyományos olasz operákat, melyek jelentősége azonban már kisebb. 1772-től együtt dolgozott Bailli Le Blan Du Roullet-val, a bécsi francia nagykövetség attaséjával, aki Jean Racine Iphigénie-jét (Iphigénia Auliszban) librettóvá dolgozta át, ezt Párizsban mutattak be 1774-ben. Az Orfeo és az Alceste is operaszínpadra került Párizsban, átdolgozva és franciára fordítva. Fokozatosan fogadta el Gluck operáit a francia közönség, az Iphigénie en Tauride egyértelmű sikert aratott. 1779-ben komponálta utolsó operáját, az Écho et Narcisse-t.
1787-ben Bécsben hunyt el.

## Gluck operareformja
Gluck korában az olasz opera seria és francia nagyopera stílusa és felépítése nagyon merevvé és közhelyessé vált: a kor tipikus operáiban díszes, hosszú, gyakran öncélú áriák és száraz recitativók váltakoztak. Jellemző volt, hogy egy mű megalkotásánál nem kompozíciós szempontok uralkodtak, hanem a korabeli sztár-előadók kénye-kedve, ízlése és ízléstelensége, számos esetben a zene csak ürügyet szolgáltatott az énekes virtuozitásának csillogtatására. A kor ünnepelt költője, Metastasio szövegkönyveire készült művek nagy népszerűségnek örvendtek, de sok művész (Gluckon kívül Traetta és Jommelli) a hagyományos formát elégtelennek érezte. Gluck és Calzabigi reformelképzelései, illetve az azokat megvalósító operák (elsőként az Orfeusz és Euridiké) ezeket megmerevedett és kiüresedett formákat akarták megújítani. A reform főbb elemei:
- a zene a szöveget szolgálja, és jelenítse meg a külső történetet és belső lelki folyamatokat
- a zene személyeket jellemez, nem önmagáért való
- a szokásos da capo áriaforma helyett különböző felépítésű dalok
- az ún. recitativo secco helyett drámai felépítéső recitativo accompagnatót alkalmaz
- a kórus a görög drámákhoz hasonlóan része a cselekménynek
- a nyitány nem egy független zenemű az opera előtt, hanem egységes egészt képez az operával
- az opera zeneileg nemzetközi: különféle népek dalai, stílusai beépülhetnek a zenei nyelvbe

Bár a reform elemei ma nem tűnnek forradalminak (a forradalmárkodás amúgy is távol állt tőle), a korban heves vitákat keltettek, hiszen a közönség egy része ragaszkodott a megszokott formákhoz. Gluck sok szempontból megelőzte a korát: a zene, szöveg és dráma egységéről vallott felfogása miatt nem véletlenül tartja nagyra egy évszázaddal később Wagner és hivatkozik rá Berlioz. A francia zene fejlődésére erős hatást gyakorolt (Méhul, Cherubini).

## Gluckisták és piccinisták
A zenetörténet egyik híres vetélkedése volt a gluckisták és a piccinisták harca. Gluck Marie Antoinette támogatásával hat darabra szóló szerződést írt alá az Opéra Garnier párizsi operaházzal. Az első darabot Iphigénia Auliszban címmel mutatták be 1774-ben. A premier megosztotta közönséget: vita, szinte háború tört ki az olasz dallamosság hívei (akik az olasz zeneszerzőre, Niccolò Piccinnire hivatkoztak) és Gluck kevésbé dallamos, inkább drámai zenéje iránt rajongók között. „Az operában zenét akarunk hallani, s ha a színházban egyáltalán énekelnek, az ének legyen szép. A színész azért van ott, hogy énekeljen és sorsa csak annyiban érdekel, amennyiben éneke megkap. Az opera veleje a dallam, Gluck azonban nem ért a melódiához, csak deklamál: a szavakat foglalja kottába.” – írja az egyik piccinista, Laharpe. A két zeneszerző valójában kölcsönösen nagyra becsülte egymást: Gluck vezényelte Piccini operájának, a Rolandnak bemutató előadását, Piccini pedig kijelentette, hogy nagyra tartja őt. A második Iphigénia-opera, az Iphigénia Tauriszban áttörést hozott: egész Párizs elismerte Gluck nagyságát, aki németként hozzájárult a francia opera megújhodásához.

## Operái
| Cím                                                    | Műfaj                  | Felvonások száma       | Szövegkönyv | Bemutató dátuma                                                                              | Helyszíne                               | Megjegyzés                                |
| ------------------------------------------------------ | ---------------------- | ---------------------- | --- | -------------------------------------------------------------------------------------------- | --------------------------------------- | ----------------------------------------- |
| Artaserse                                              | zenedráma              | 3 felvonás             | Metastasio | 1741. december 26.                                                                           | Milánó, Regio Ducale                    | 2 ária maradt fenn                        |
| Demetrio (Cleonice)                                    | zenedráma              | 3 felvonás             | Metastasio | 1742. május 2.                                                                               | Velence, S Samuele                      | 8 ária maradt fenn                        |
| Demofoonte                                             | zenedráma              | 3 felvonás             | Metastasio: Demofonte                                                                                            | 1743. január 6.                                                                              | Milánó, Regio Ducal                     | nyitány, recitativo és egy ária elveszett |
| Il Tigrane                                             | zenedráma              | 3 felvonás             | Carlo Goldoni, Francesco Silvani La virtù trionfante dell’amore című műve nyomán                                 | 1743. szeptember 26.                                                                         | Crema                                   | 11 ária és egy duett fennmaradt           |
| La Sofonisba                                           | zenedráma              | 3 felvonás             | Metastasio | 1744. január 28.                                                                             | Milánó, Regio Ducal                     | 10 ária és egy duett fennmaradt           |
| Ipermestra                                             | zenedráma              | 3 felvonás             | Metastasio | 1744. november 21.                                                                           | Velence, Teatro San Giovanni Grisostomo |                                           |
| Poro                                                   | zenedráma              | 3 felvonás             | Metastasio | 1744. december 26.                                                                           | Teatro Regio (Torino))                  | nyitány, 4 ária és egy duett fennmaradt   |
| Ippolito                                               | zenedráma              | 3 felvonás             | G.G. Corio | 1745. január 31.                                                                             | Milánó, Regio Ducal                     | 6 ária és egy duett fennmaradt            |
| La caduta de' giganti                                  | zenedráma              | 2 felvonás             | {Francesco Vanneschi ?                                                                                           | 1746. január 7.                                                                              | London, King's Theatre                  | 5 ária és egy duett fennmaradt            |
| Artamene                                               | zenedráma              | 3 felvonás             | Francesco Vanneschi, B Vitturi nyomán                                                                            | 1746. március 4.                                                                             | London, King's Theatre                  | 6 ária és egy duett maradt fent           |
| Le nozze d'Ercole e d'Ebe                              | zenedráma              | 2 felvonás             | | 1747. június 29.                                                                             | Drezda, Pillnitz Castle                 |                                           |
| La Semiramide riconosciuta                             | zenedráma              | 3 felvonás             | Metastasio | 1748. május 14.                                                                              | Bécs, Burgtheater                       |                                           |
| La contesa de' numi                                    | színi ünnep            | 2 felvonás             | Metastasio | 1749. április 9.                                                                             | Charlottenborg, Koppenhága mellett      |                                           |
| Ezio (első változat)                                   | zenedráma              | 3 felvonás             | Metastasio | 1750-es karnevál                                                                             | Prága                                   |                                           |
| Issipile                                               | zenedráma              | 3 felvonás             | Metastasio | 1752-es karnevál                                                                             | Prága                                   | 3 ária maradt fenn                        |
| La clemenza di Tito                                    | zenedráma              | 3 felvonás             | Metastasio | 1752. november 4.                                                                            | Nápoly, Teatro di San Carlo             |                                           |
| A kínai                                                | színdarab              | 1 felvonás             | Metastasio | 1754. szeptember 24.                                                                         | Bécs, Schlosshof                        |                                           |
| La danza                                               | componimento pastorale | 1 felvonás             | Metastasio | 1755. május 5.                                                                               | Laxenburg                               |                                           |
| L'innocenza giustificata                               | színi ünnep            | 1 felvonás             | Giacomo Durazzo, Metastasio nyomán                                                                               | 1755. december 8.                                                                            | Bécs, Burgtheater                       |                                           |
| Antigono                                               | zenedráma              | 3 felvonás             | Metastasio | 1756. február 9.                                                                             | Róma, Teatro Argentina                  |                                           |
| Il re pastore                                          | zenedráma              | 3 felvonás             | Metastasio | 1756. december 8.                                                                            | Bécs, Burgtheater                       |                                           |
| La fausse esclave (átdolgozva mint La vestale)         | vígopera               | 1 felvonás             | Louis Anseaume és Pierre Augustin Lefèvre de Marcouville's La fausse aventurière nyomán                          | 1758. január 8.                                                                              | Bécs, Burgtheater                       |                                           |
| L'île de Merlin, ou Le monde renversé                  | vígopera               | 1 felvonás             | Louis Anseaume, Alain René Lesage és D’Orneval's Le monde renversé nyomán                                        | 1758. október 3.                                                                             | Bécs, Schönbrunn                        |                                           |
| Cythère assiégée (first version)                       | vígopera               | 1 felvonás             | Charles Simon Favart, Favart és Barthélemy-Christophe Fagou's Le puvoir de l’amour ou Le siegè de Cythère nyomán | 1759. újév napján                                                                            | Bécs, Burgtheater                       |                                           |
| Le diable à quatre, ou La double métamorphose          | vígopera               | 3 felvonás             | Michel Jean Sedaine és Pierre Baurans, Charles Coffey The Devil to Pay című darabja nyomán                       | 1759. május 28.                                                                              | Laxenburg                               |                                           |
| L'arbre enchanté, ou Le tuteur dupé (első változat)    | vígopera               | 1 felvonás             | Pierre Louis Moline, Jean-Joseph Vadé's Le poirier nyomán                                                        | 1759                                                                                         | Bécs, Schönbrunn                        |                                           |
| L'ivrogne corrigé                                      | vígopera               | 2 felvonás             | Louis Anseaume és Jean-Baptiste Lourdet de Santerre                                                              | 1760. április                                                                                | Bécs, Burgtheater                       |                                           |
| Tetide                                                 | szerenád               | 2 felvonás             | Giovanni Ambrogio Migliavacca                                                                                    | 1760. október 10.                                                                            | Bécs, Hofburg                           |                                           |
| Le cadi dupé                                           | vígopera               | 1 felvonás             | Jean-Baptiste Lourdier nyomán                                                                                    | 1761. december 8.                                                                            | Bécs, Burgtheater                       |                                           |
| Orfeo ed Euridice                                      | színdarab              | 3 felvonás             | Ranieri de’ Calzabigi                                                                                            | 1762. október 5.                                                                             | Bécs, Burgtheater                       |                                           |
| Il trionfo di Clelia                                   | zenedráma              | 3 felvonás             | Metastasio | 1763. május 14.                                                                              | Bologna, Teatro Comunale                |                                           |
| Ezio (második változat)                                | zenedráma              | 3 felvonás             | Metastasio | 1763. december 26.                                                                           | Bécs, Burgtheater                       |                                           |
| La rencontre imprévue                                  | vígopera               | 3 felvonás             | Louis Hurtaut Dancourt, Alain René Lesage és D’Orneval's Les pèlerins de la Mecque nyomán                        | 1764. január 7.                                                                              | Bécs, Burgtheater                       |                                           |
| Il Parnaso confuso                                     | szerenád               | 1 felvonás             | Metastasio | 1765. január 24.                                                                             | Bécs, Schönbrunn                        |                                           |
| Telemaco, ossia L'isola di Circe                       | zenedráma              | 3 felvonás             | Marco Coltellini, Carlo Sigismondo Capece nyomán                                                                 | 1765. január 30.                                                                             | Bécs, Burgtheater                       |                                           |
| La corona                                              | színdarab              | 1 felvonás             | Metastasio | Tervezett bemutató: 1765. október 4, de nem került előadásra, ősbemutató: 1987. november 13. | Bécs, Schönbrunn (1987)                 |                                           |
| Il prologo                                             |                        | Prológus               | Lorenzo Ottavio del Rosso                                                                                        | 1767. február 22.                                                                            | Firenze, Teatro della Pergola           | (bevezető zene Traetta operájához)        |
| Alkésztisz (bécsi változat)                            | tragédia               | 3 felvonás             | Calzabigi, Euripidész nyomán                                                                                     | 1767. december 26.                                                                           | Bécs, Burgtheater                       |                                           |
| Le feste d'Apollo                                      |                        | Prológus és 3 felvonás | Gastone Rezzonico, Giuseppe Maria Pagnini, Giuseppe Pezzana, és Calzabigi                                        | 1769. augusztus 24.                                                                          | Parma, Corte                            |                                           |
| Párisz és Heléna                                       | zenedráma              | 5 felvonás             | Calzabigi | 1770. november 3.                                                                            | Bécs, Burgtheater                       |                                           |
| Iphigénie en Aulide                                    | tragédia               | 3 felvonás             | François Gand-Leblanc du Roullet, Jean Racine nyomán                                                             | 1774. április 19                                                                             | Párizs, Opéra                           | partitúra                                 |
| Orfeusz és Euridiké (párizsi változat)                 | tragédia-opera         | 3 felvonás             | Pierre Louis Moline, Ranieri de’ Calzabigi nyomán                                                                | 1774. augusztus 2.                                                                           | Párizs, Opéra                           | partitúra                                 |
| L’arbre enchanté, ou Le tuteur dupé (második változat) |                        |                        | Pierre Louis Moline, Jean-Joseph Vadé nyomán                                                                     | 1775. február 27.                                                                            | Versailles-i palota                     |                                           |
| Cythère assiégée (második változat)                    | opera-balett           | 3 felvonás             | Charles Simon Favart                                                                                             | 1775. augusztus 1.                                                                           | Párizs, Opéra                           |                                           |
| Alceste (francia változat)                             | tragédia               | 3 felvonás             | François Gand-Leblanc du Roullet, Ranieri de’ Calzabigi nyomán                                                   | 1776. április 23.                                                                            | Párizs, Opéra                           | partitúra                                 |
| Armide                                                 | hősi dráma             | 5 felvonás             | Philippe Quinault, Torquato Tasso La Gerusalemme liberata nyomán                                                 | 1777. szeptember 23.                                                                         | Párizs, Opéra                           | partitúra                                 |
| Iphigénie en Tauride                                   | tragédia               | 4 felvonás             | Nicolas François Guillard és François Gand-Leblanc du Roullet, Claude Guimond de La Touche nyomán                | 1779. május 18.                                                                              | Párizs, Opéra                           |                                           |
| Echo és Narcisse                                       | operadráma             | Prológus és 3 felvonás | Louis Thédore Baron de Tschudi, Ovidius Metamorphoses nyomán                                                     | Első változat: 1779. szeptember 24, második változat: 1780. augusztus 8.                     | Párizs, Opéra                           | partitúra                                 |
| Iphigenie auf Tauris (német változat)                  |                        |                        | Johann Baptist von Alxinger és Gluck, Nicolas François Guillard nyomán                                           | 1781. október 23.                                                                            | Bécs, Burgtheater                       |                                           |

## Felhasznált és ajánlott irodalom
- Giorgio Lise – Eduardo Rescigno: A 18. századi opera Scarlattitól Mozartig. Ford. Tallián Tibor. Zeneműkiadó, Budapest, 1986 ISBN 9633306086
- Romain Rolland: Lully, Gluck, Grétry. ford. Benedek Marcell. Gondolat K., Budapest, 1981 ISBN 9632809300
- Harold C. Schönberg: A nagy zeneszerzők élete. Ford. Szilágyi Mihály stb. Európa K., Budapest, 2006, 61–71. o. ISBN 9630780992
- Szabolcsi Bence: A zene története. Zeneműkiadó, Budapest, 1984
- SH Atlasz: Zene Springer-Verlag, Budapest, 1994